# 乔治·凯泽

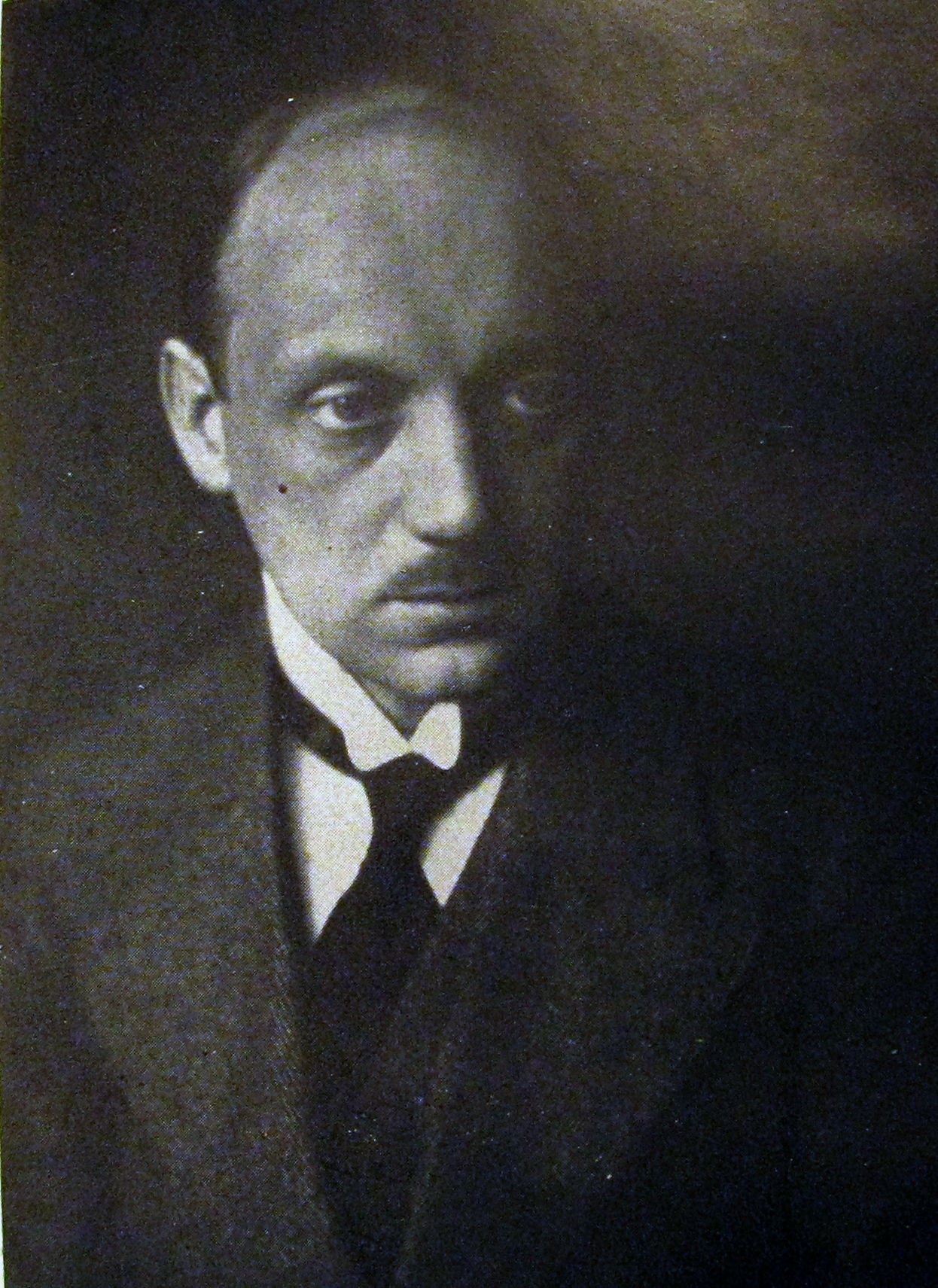

格奧爾格·凱澤（Georg Kaiser，1878年11月25日—1945年6月4日），德國多產作家，一生共創作了70多部劇作，許多短篇小說和電影劇本、兩部完整的長篇小說、一部未完成的片段以及一些散文作品。他在表現主義戲劇領域裡，進行了大量的實踐，是20世纪20、30年代德國最成功、劇本上演最多的劇作家。

## 生平
凱澤於1878年出生在馬格德堡的一個保險商的家庭，生活頗為優裕。然而他富有獨立精神，對學校那種刻板的教育制度十分反感，常常自己選擇讀物，因而自幼養成了讀書的嗜好，閱覽了大量現代和古典的作品，他最喜歡的作家是柏拉圖。
凱澤在十七歲時就開始寫作，到1911年，已完成了21部劇作。然而這一時期基本上屬於習作階段。從1912年開始，他的創作漸趨成熟，寫出了《從清晨到午夜》（1912）、《加萊的公民們》（1917）、《地獄．道路．塵世》（1918-1919）、《珊瑚》（1916-1917）、《媒氣一》（1917-1918）、《媒氣二》（1918-1919）三部曲以及《美杜莎之筏》（1940-1943）等。他的作品具有明顯的表現主義風格，從不同的角度、不同的背景探討人類精神更新這一思想。
《從清晨到午夜》是凱澤早期表現主義戲劇代表作之一。該劇的主人公是一銀行出納員。那種整天坐在櫃檯後面與支票、銀幣打交道的生活，把他變成了一架機器。一次，為了追求一個時髦女人，他居然捲款潛逃。這一瘋狂舉動對於這位一向循規蹈矩的小職員來說，似乎是有點不可理解。這可以解釋為一種對枯燥乏味生活的反抗，或是一種對充滿刺激的生活的嚮往。在這之後，他攜帶六萬馬克的贓款到處逃匿，經歷了種種場面。他錯誤地認為金錢可以給他買到他追求的一切，但卻事與願違。他來到柏林的一個賽場，願意提供大筆獎金來操縱那批激動得發狂的觀眾，可是當皇帝出現在比賽場的包廂裡時，場上頓時鴉雀無聲，人們畢恭畢敬地站在原地不動，以示對皇上的臣服。可見，金錢是無法與權勢抗衡的。接著他來到一家夜總會，他想憑自己的金錢和女人尋歡作樂，但卻找不到一個自己所愛的人。劇中那些用面具遮住自己醜陋面貌的“假面女人”，象徵著外表和實際不一致。後來出納員認識了一位救世軍女孩，並被她的仁慈和無私所感動。他感嘆地說：「世上所有銀行裡的所有金錢，都買不到任何真正有價值的東西。」但最後當他發覺少女為了獲得警方的懸賞而把他出賣時，他好不容易建立起來的希望和信心徹底破滅了。
《從清晨到午夜》是表現主義場景劇的早期例子之一。該劇由兩個部份組成，共分七個場景，劇情是由一個一個片段組成的。作為當時流行的表現主義戲劇的一個特徵，該劇所描寫的出納員一生中某一天的各個不同場景，只是鬆散地聯接起來，而每個場景發生在不同的地點。這些場景不像傳統戲劇中那樣一環古一環地往前發展，它們更多的是產生一種蒙太奇式的跳躍的效果。各個場景的先後順序，不是根據敘述的先後，而是根據出納員的心理發展的軌跡來決定的。
《從清晨到午夜》是凱澤最著名，上演次數最多的一個劇本，它很快就在國際舞臺上嶄露頭角，並被編入各類選集中去。後來又被改編成電影，在西方世界產生了廣泛的影嚮。